# Sarax
Saraxis een geslacht van de zweepspinnen (Amblypygi), familie Charinidae. Het geslacht bestaat uit 10 nog levende soorten. De typesoort is Sarax brachydactylus.

## Taxonomie
- Sarax brachydactylus - Simon, 1892[1]
- Sarax buxtoni - (Gravely, 1915)[3]
- Sarax cavernicola - Rahmadi, Harvey & Kojima, 2010[4]
- Sarax cochinensis - (Gravely, 1915)[3]
- Sarax davidovi - Fage, 1946
- Sarax javensis - (Gravely, 1915)[3]
- Sarax mardua - Rahmadi, Harvey & Kojima, 2010
- Sarax mediterraneus - Delle Cave, 1986
- Sarax monodenticulatus - Rahmadi & Kojima, 2010
- Sarax newbritainensis - Rahmadi & Kojima, 2010
- Sarax rimosus - (Simon, 1901)
- Sarax sangkulirangensis - Rahmadi, Harvey & Kojima, 2010
- Sarax sarawakensis - (Thorell, 1888)[3]
- Sarax singaporae - Gravely, 1911
- Sarax willeyi - Gravely, 1915[5]
- Sarax yayukae - Rahmadi, Harvey & Kojima, 2010

## Synoniemen
- Phrynichosarax Gravely, 1915